# الكسندر مكنيل (سياسي)
الكسندر مكنيل هو سياسي كندي، ولد في 10 مايو 1842، وتوفي في 18 أبريل 1932 في كندا. انتخب عضو مجلس العموم الكندي.